# Abkoppelungsplan

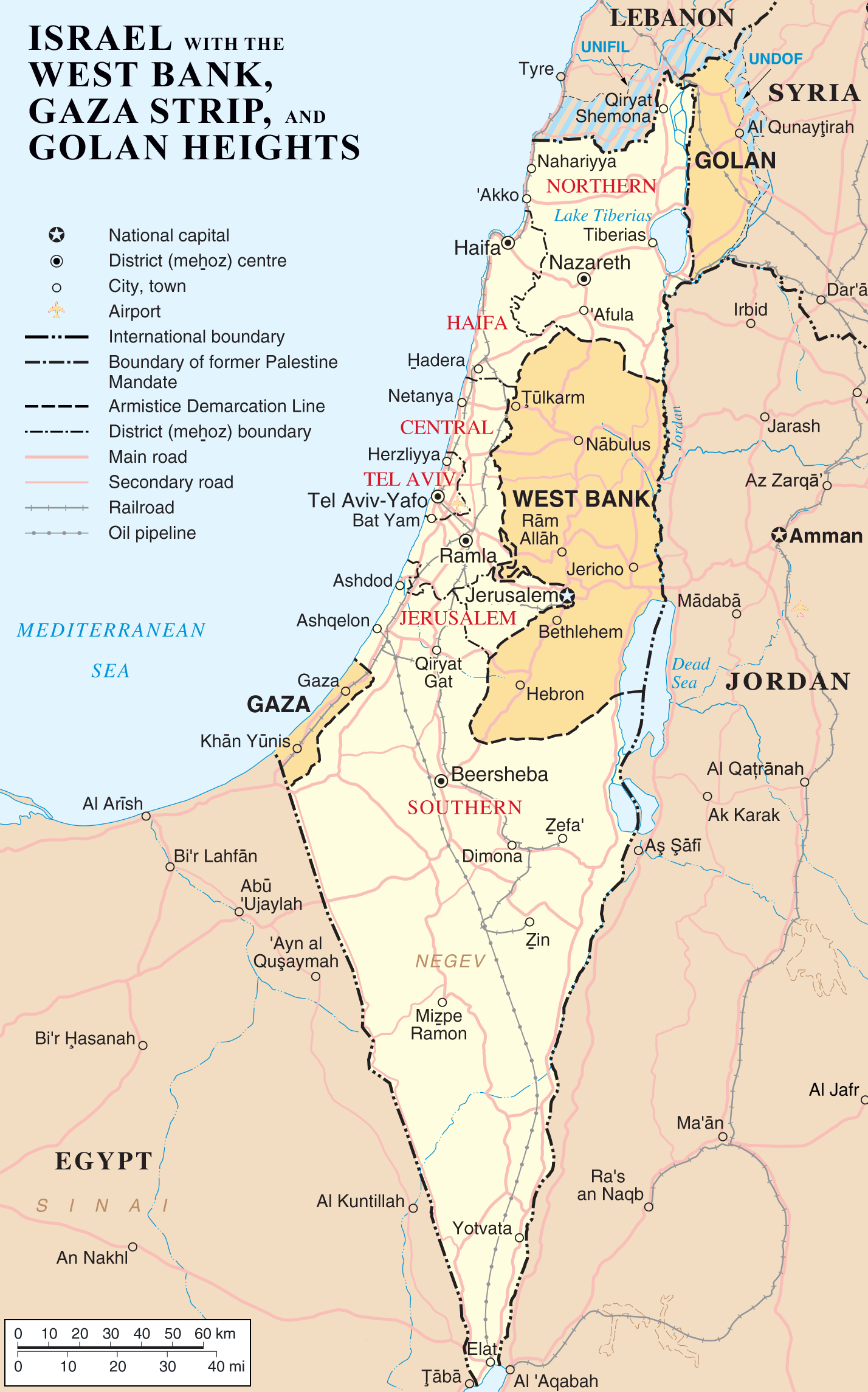
Karte Israels

Israels einseitiger Abkoppelungsplan, auch bekannt als „Scharon-Plan“, war ein Vorschlag des israelischen Ministerpräsidenten Ariel Scharon aus dem Jahr 2004, der den Abzug aus einigen der seit dem Sechstagekrieg israelisch besetzten Gebiete und den Abbau einiger israelischer Siedlungen umfasste, während andere dauerhaft beibehalten werden sollen. Der Plan wurde 2005 umgesetzt. Weiterentwickelt wurde die Idee von seinem Amtsnachfolger Ehud Olmert im so genannten Konvergenz-Plan.

## Grundzüge des Plans
Im Gazastreifen wurden nach dem Plan von Ariel Scharon alle 21 Siedlungen geräumt:
- Die sechzehn Siedlungen von Gusch Katif im südwestlichen Gazastreifen: Bedolach, Bnei Atzmon, Gadid, Gan Or, Ganei Tal, Katif, Kerem Atzmona, Kfar Jam, Morag, Netzer Hazani, Newe Dekalim, Pe'at Sade, Rafiach Jam, Schirat HaJam, Selaw und Tel Katifa.
- Im zentralen Gazastreifen die Siedlungen Kfar Darom und Netzarim
- Im nördlichen Gazastreifen an der Grenze zum israelischen Kernland die Siedlungen: Dugit, Elei Sinai und Nisanit. In dem ersten Entwurf des Planes sollten diese Siedlungen zunächst bestehen bleiben.

Im nördlichen Westjordanland wurden die Siedlungen Chomesh, Ganim, Kadim, und Sa Nur abgebaut.
Dafür sollten im Westjordanland die sechs größten Siedlungen Ariel, Givʿat Seev, Gusch Etzion mit Efrat, Kirjat Arba, Ma'ale Adummim und die Siedlungen in Hebron dauerhaft beibehalten werden und die Sperranlage zum Westjordanland weiter ausgebaut werden. In diesen sechs Siedlungen lebt die überwiegende Mehrheit der ca. 220.000 Israelis im Westjordanland.
Ariel Scharon legte den Plan am 3. Februar 2004, noch zu Lebzeiten Jassir Arafats, vor. Nach seiner Ansicht waren keine politischen Verhandlungen oder eine friedliche Lösung mit der palästinensischen Seite mehr möglich. Ariel Scharon wollte Siedlungen evakuieren, die bei einer endgültigen Lösung nicht zu halten wären. Der Plan sollte die Sicherheit Israels verbessern, eine einseitige Lösung des Nahost-Konflikts ermöglichen und eine Trennung zwischen Israelis und Palästinensern vorbereiten. Die Palästinenser sind hingegen der Ansicht, der Plan müsse durch internationale Vereinbarungen legitimiert werden, und verlangen einen kompletten Abzug aus den besetzten Gebieten.

## Reaktion
US-Präsident George W. Bush befürwortete bei einem Besuch von Ariel Scharon in Washington am 14. April 2004 den Plan als historisch und mutig. „Im Licht der neuen Gegebenheiten, einschließlich der bereits bestehenden großen israelischen Bevölkerungszentren, sei es unrealistisch, von den Verhandlungen über einen endgültigen Status eine Rückkehr zu den Grenzen von 1949 (Grüne Linie) zu erwarten.“ Die Forderung nach sicheren Grenzen für Israel, die nach den Bestimmungen der Resolutionen 242 und 338 des Sicherheitsrates verlangt werden, werden im Plan berücksichtigt.
Der irische Außenminister Brian Cowen verkündete am 15. April 2004, dass die EU keine einseitig festgelegten Grenzen anerkennen würde. Irland hatte den Vorsitz im Rat der Europäischen Union inne.
Die deutsche Bundesregierung begrüßte am gleichen Tag den Plan als Chance für den Frieden, da wieder Bewegung in den Prozess gekommen ist, und als wichtigen Schritt auf dem Weg zu einer Zwei-Staaten-Lösung.
Javier Solana, der Hohe Vertreter für die Gemeinsame Außen- und Sicherheitspolitik der Europäischen Union (EU), sagte am 10. Juni 2004:

„Ich begrüße die Vorschläge des israelischen Ministerpräsidenten für einen Abzug aus Gaza. Dies eröffnet neue Chancen für die Durchführung der Road Map, wie sie vom UN-Sicherheitsrat beschlossen wurde.“

Die palästinensische Führung lehnte den Plan mit der Begründung ab, Ariel Sharon plane gleichzeitig, die größten jüdischen Siedlungen im Westjordanland dauerhaft an Israel anzugliedern.
In einer Fatwa erklärte der Mufti von Ramallah, Scheich Jamal al-Bawatna, dass es gegen religiöses Gesetz verstoße, israelische Siedler und Soldaten anzugreifen und somit den Abzug zu verhindern.
Der Chef der größten israelischen Oppositionspartei, der Awoda, Shimon Peres, unterstützte den Plan, wies aber am 6. Februar 2004 auf das Risiko hin, dass die islamistische Hamas den Gazastreifen übernehmen könnte.

## Politische Vorbereitung in Israel
Nachdem Ariel Scharon damit gescheitert war, öffentliche Unterstützung durch alle seine wichtigsten Minister zu bekommen, musste er einem Referendum innerhalb seiner Partei (dem Likud) zustimmen. Das Referendum, welches am 2. Mai 2004 abgehalten wurde, endete mit 56 % Nein-Stimmen – also einer Ablehnung seines Plans. Dies war eine Überraschung, da die meisten Umfragen vor dem Referendum eine etwa 55 % Zustimmung erwarten ließen.
Die meisten Kommentatoren werteten die Zurückweisung des „Scharon-Plans“ als harten Schlag gegen Ariel Scharon. Dieser selbst meinte, er würde das Votum akzeptieren und seine Schritte überdenken. Er beauftragte Verteidigungsminister Schaul Mofaz, einen geänderten Plan zu verfassen, der von den Likud-Wählern akzeptiert werden könne. Die israelische Bevölkerung stimmte laut Umfragen zu fast 60 % für den Plan.
Zu einer Demonstration in Tel Aviv für einen Abzug aus dem Gazastreifen kamen 150.000 Menschen. Nach Umfragen befürworten 71 % der Israelis den Abzug.
Am 6. Juni 2004 genehmigte das Kabinett den berichtigten Abkopplungsplan, allerdings mit der Einschränkung, dass über jeden Rückzug aus den verschiedenen Siedlungen einzeln abgestimmt werden solle. Der Plan wurde mit einer Mehrheit von 14 zu 7 angenommen, nachdem die Minister der Nationalen Union Avigdor Lieberman und Benjamin Elon entlassen worden waren und ein Kompromiss durch das Likud-Kabinettsmitglied Tzipi Livni zustande gekommen war. Der Kompromiss sah eine weitere, dann endgültige Abstimmung im kommenden März vor. Die Vorbereitungen zur Umsetzung des Plans sollten aber jetzt schon beginnen.
Als Ergebnis der prinzipiellen Annahme des Plans traten zwei Minister der Mafdal (Effie Eitam and Jitzhak Levy) zurück, weshalb die Regierung ihre Mehrheit in der Knesset verlor. Trotz dieser Verhältnisse war die Mafdal zunächst in der Frage gespalten, ob man die Regierung komplett verlassen, oder in ihr verbleiben soll, in Gegnerschaft zu den Plänen und um eine säkulare Regierung aus Likud, Arbeitspartei und Schinui zu verhindern.
Nach Bewilligung des Plans kam es zu massiven Terrorattacken auf den Übergang Erez und die Industriezone von Erez. Als Folge davon wurde entschieden, die Industriezone Erez zu schließen und die dort noch vorhandenen Fabriken zu anderen Standorten wie Aschkalon, Dimona, Jerocham oder Sderot zu verlagern. Viele Fabriken waren schon im Voraus geschlossen worden.
Am 25. Juli 2004 protestierte eine Menschenkette aus etwa 130.000 Menschen im Rahmen einer Kundgebung gegen den einseitigen Abkoppelungsplan und den Abzug aus dem Gazastreifen. Die Demonstranten bildeten eine Menschenkette von Nisanit (später wegen Sicherheitsbedenken zum Übergang Erez verlegt) bis zur Klagemauer in Jerusalem (ca. 90 km).
Am 14. September 2004 billigte das israelische Kabinett mit 9 zu 1 (Zvulon Orlev von der Mafdal) Pläne, die die Entschädigung derjenigen Siedler regeln sollen, die den Gazastreifen verlassen müssen.
Eine Umfrage vom 15. September 2004 in der Zeitung Maariw zeigte folgendes Meinungsbild:
- 69 % unterstützen ein allgemeines Referendum, das über den Plan entscheiden soll. Nur 26 % sind der Ansicht, dass die Zustimmung der Knesset ausreicht.
- Wenn es zu einem Referendum kommen sollte, würden laut Umfragen 58 % für und 29 % gegen den einseitigen Abkopplungsplan votieren.

Am Abend des 26. Oktober 2004 nahm das israelische Parlament den Abkopplungsplan mit einer Mehrheit von 67 Ja-Stimmen, 45 Gegenstimmen und sieben Enthaltungen an. Der Plan wurde von der Awoda unter Schimon Peres unterstützt, die meisten arabischen Abgeordneten enthielten sich. Ministerpräsident Ariel Scharon entließ am gleichen Abend den Minister ohne Geschäftsbereich Uzi Landau und den stellvertretenden Minister für Sicherheit Michael Ratzon, die gegen den Plan gestimmt hatten. Scharon konnte in dieser Frage auf die Stimmen der Opposition zählen, wohingegen er mit Widerstand aus der eigenen Likud-Partei zu kämpfen hatte.
Benjamin Netanjahu und drei weitere Minister (Limor Livnat, Danni Naveh und Israel Katz) stellten Scharon nach der Annahme des Plans ein 14-tägiges Ultimatum für einen Volksentscheid. Andernfalls würden sie dem Kabinett nicht mehr angehören. Am 9. November 2004 zog Finanzminister Netanjahu seine Rücktrittsdrohung zurück, denn es sei mit dem Tod Jassir Arafats eine Situation entstanden, in der er sich entschlossen habe, in der Regierung zu bleiben. Auch die anderen Likud-Minister folgten Netanjahu in seiner Entscheidung. Unterdessen erfolgte zum Jahreswechsel 2004/2005 der Austritt der Schinui und Eintritt der Arbeitspartei in die Regierung. Die Arbeitspartei wollte damit den Scharon-Plan unterstützen.
Auch nach dem Tod von Jassir Arafat am 11. November 2004 war die palästinensische Führung nicht zur Kooperation mit den Israelis bei der Umsetzung des Planes bereit. Sie begrüßte den Plan als Schritt in die richtige Richtung, forderte jedoch gleichzeitig eine Liste von weiteren Gebieten, aus denen sich Israel zurückziehen wird.
Am 17. Februar 2005 stimmte die Knesset in dritter Lesung mit 59 Stimmen (40 Gegenstimmen, 5 Enthaltungen) für ein Gesetz, das unter anderem die finanziellen Entschädigungen für die Siedler regelt. Diese werden vom Alter und den Jahren, die sie am jetzigen Ort gelebt haben, abhängig gemacht. Daneben soll das Gesetz den Abbau der Siedlungen regeln – so stellt es ein Verbleiben in den Häusern nach dem Stichtag unter Strafe; außerdem ist das Betreten der Gebiete nach Beendigung der Räumung verboten. Aus Scharons eigener Partei stimmten nur 18 von 35 Parlamentariern für das Gesetz. Eine Anlage zu dem Gesetz, ein Referendum darüber stattfinden zu lassen, wurde mit einer Mehrheit von 72 Stimmen abgelehnt. Dies wurde als Erfolg Scharons gewertet.
Am 28. März 2005 lehnte die Knesset eine Gesetzesvorlage der Minister Benjamin Netanjahu, Limor Liwnat und Silvan Schalom (alle Likud) für ein Grundgesetz über einen Volksentscheid zum Abkopplungsplan mit 72 zu 39 Stimmen ab.
Der UN-Menschenrechtsbeauftragte für die Palästinensergebiete lobte im März 2005 den Abkopplungsplan von Ministerpräsident Ariel Scharon ausdrücklich: „Dies ist ein ermutigender Schritt von Seiten der israelischen Regierung, eine Entscheidung, die Israel spaltet.“

## Politische Folgen
Dass Scharon diesen Plan durchsetzte, kostete ihn viel Unterstützung von seinen rechten Stammwählern, brachte ihm andererseits aber Zustimmung aus dem linken Wählerspektrum. Letztendlich stehen viele Israelis aus beiden politischen Richtungen seinen Plänen eines Abzugs über Gaza und Nord-Samaria hinaus skeptisch gegenüber. Man glaubte, er habe zwar eine Mehrheit in der Regierung, aber nicht in seiner eigenen Partei, weswegen eine Regierung der nationalen Einheit immer dringender wurde.

## Diskussion in Israel
Scharon versuchte, den Plan in der innerisraelischen Debatte als eine Antithese des Oslo-Prozesses darzustellen, den er stets als fundamentalen Fehler angesehen hatte. In Richtung seiner Likud-Parteifreunde meinte er, es sei allemal besser, unilateral den Rückzug anzutreten, als Kompromisse mit Leuten zu schließen, die sich ohnehin noch nie an Vereinbarungen gehalten hätten. Er verwies auch auf den externen politischen Effekt, nämlich dass die USA dank des Abkopplungsplans anerkannt hatten, dass eine Rückkehr von palästinensischen Flüchtlingen unmöglich ist, und es Israel zugestanden haben, zumindest generell Siedlungen außerhalb der Grünen Linie zu behalten. Schimon Peres wollte den Abkoppelungsplan hingegen als Fortsetzung des Oslo-Prozesses verstanden wissen. Er behauptete, in Wahrheit sei er gar nicht unilateral ausgeführt worden. Peres meinte weiterhin, er als Ministerpräsident hätte manches anders angepackt, erkenne aber die Tatsache an, dass er nie denselben Rückhalt wie Scharon in der Bevölkerung besessen hätte. Sowohl die linke Meretz um Jossi Beilin als auch die rechte Nationale Union um Benny Elon kritisierten die unilaterale Natur des Abkoppelungsplans. Beilin meinte, eine Zusammenarbeit mit der Palästinensischen Autonomiebehörde (PA) hätte Mahmud Abbas und damit die moderaten Kräfte der Palästinenser gestärkt, was letztlich auch Israel zugutegekommen wäre. Elon meint, der Abkoppelungsplan sei schlimmer als Oslo, da damit die PA zu nichts verpflichtet worden sei. Der Oslo-Prozess sei wenigstens dann am Ende gewesen, als die PA ihr wahres Gesicht gezeigt habe.

## Umsetzung
Am Montag, dem 15. August 2005, begann die israelische Armee, die Räumungsbefehle zu verteilen. Viele israelische Bewohner waren bereits vorher umgezogen. Die verbliebenen Einwohner hatten noch bis zum 17. August Zeit, ihre Häuser zu räumen. Einige Familien zogen in die für 320 Familien konzipierte Siedlung Nitzan in der Nähe von Aschkelon oder in andere vorläufige Unterkünfte. Die Häuser der Siedlungen wurden abgerissen. Die Gewächshäuser dagegen hatte eine amerikanische Stiftung für insgesamt 15 Millionen Dollar gekauft, um den Palästinensern, die nach Schließung der Grenzen nicht mehr zum Arbeiten nach Israel pendeln konnten, eine ökonomische Grundlage zu verschaffen. Das Geld war durch Spenden zusammengekommen, Weltbank-Chef James Wolfensohn hatte allein eine halbe Million Dollar beigetragen. Die Gewächshäuser wurden allerdings kurz nach Abzug der israelischen Armee geplündert und seitdem nicht wieder aufgebaut.

## Keshevüber die Berichterstattung israelischer Medien
In einem 2006 veröffentlichten Bericht kam die israelische NGO Keshev zu dem Schluss, die israelischen Medien hätten die Gefahr eines Bürgerkrieges zwischen israelischen Truppen und Siedlern in den vom Abzug betroffenen Gebieten systematisch überbetont:

“[…] throughout the weeks before the disengagement, and during the evacuation itself, the Israeli media repeatedly warned of potential violent confrontation between settlers and security forces. These scenarios, which never materialized, took over the headlines.”

„[…] während der Wochen vor dem Abzug und während der Evakuierung selbst warnten die israelischen Medien wiederholt vor möglichen gewalttätigen Auseinandersetzungen zwischen Siedlern und Sicherheitskräften. Diese Szenarien, die niemals eintraten, bestimmten die Schlagzeilen.“

Den Nachforschungen von Keshev zufolge wurden Artikel, die potenzielle Gefahren relativierten, in Printmedien auf die hinteren Seiten verwiesen und häufig unter missverständlichen Überschriften präsentiert. Dominiert hätten hingegen alarmierende Schlagzeilen wie „The Police Declares High Alert Starting Tomorrow, Almost Like a State of War“ (dt.: Die Polizei erklärt den Alarmzustand für morgen, fast wie im Kriegszustand) (Channel 1 – Hauptnachrichten 14. August 2005). Im Bericht heißt es weiter:

„In sämtlichen Bereichen des Abzugs zeigt sich eine Diskrepanz zwischen dem von den Medien reflektierten Bild und der relativ ruhigen Realität […] Informationen über die freiwillige Entwaffnung von Siedlern im Gazastreifen wurden zurückgehalten; Zahlen von Protestierenden, die im Vorfeld der Evakuierung in den Gazastreifen eindrangen, wurden übertrieben; Proteste der Siedler wurden unter falsche Vorwände gestellt […] und die koordinierte Zusammenarbeit von israelischen Sicherheitskräften und Siedlern wurden heruntergespielt.“

All das habe nach Auffassung der Organisation in der Öffentlichkeit ein zu Unrecht radikalisiertes Bild der Siedler erzeugt, welches sich durch ihren gewaltfreien Abzug nicht bestätigt habe.

## Terroranschlag von Schefar'am
Am 4. August 2005 verübte der jüdische Israeli Eden Natan-Zada einen Mordanschlag in Schefar’am auf vier arabische Israelis. Dabei wurden auch 24 weitere Menschen verletzt. In einem Brief hatte Natan-Zada seine Motive offengelegt und angegeben, dass er gegen die Vertreibung der Juden protestieren wolle.